# Кулон
Куло́н (русское обозначение: Кл; международное: C) — единица измерения электрического заряда (количества электричества), а также потока электрической индукции (потока электрического смещения) в Международной системе единиц (СИ); когерентная производная единица СИ, имеющая специальные наименование и обозначение.
В соответствии с правилами СИ, касающимися производных единиц, названных по имени учёных, наименование единицы кулон не в начале предложения пишется со строчной буквы, а её обозначение — всегда с заглавной. Такое написание обозначения сохраняется и в обозначениях других производных единиц, образованных с использованием кулона. Например, обозначение единицы измерения электрического смещения «кулон на квадратный метр» записывается как Кл/м2.

## Определение
Кулон — это величина заряда, прошедшего через поперечное сечение проводника при силе тока 1 А за время 1 с. Через основные единицы СИ кулон выражается соотношением вида:
Кл = A · c.

## Соотношение с другими единицами
С внесистемной единицей ампер-час кулон связан равенством:
1 Кл = 1/3600 ампер-часа.
Соотношение с единицей заряда в СГС и в гауссовой системе единиц (франклин или статкулон, 1 Фр):
1 Фр ={\displaystyle {\frac {1}{10\cdot c}}} Кл = (2 997 924 580)−1 Кл (точно) ≈ 3,33564096×10−10 Кл;
1 Кл {\displaystyle =10\cdot c} Фр = 2 997 924 580 Фр,
где c — числовое значение скорости света в вакууме в единицах СИ (м/с).
Элементарный электрический заряд (с точностью до знака равный заряду электрона) составляет точно 1,602 176 634⋅10−19 Кл, поэтому 1 Кл равен заряду 6 241 509 074 460 762 608 электронов (округлённо до целых).
Постоянная Фарадея равна произведению числа Авогадро {\displaystyle N_{\text{A}}} на элементарный заряд {\displaystyle e}:
F = e · NA = 96 485,332 123 310 0184 Кл/моль (точно).

## История
Впервые в качестве единицы измерения электрического заряда кулон был принят на 1-м Международном конгрессе электриков (1881 г., Париж). Названа в честь французского физика и инженера Шарля Кулона. В 1946 году Международный комитет мер и весов (CIPM) принял современное определение кулона. В Международную систему единиц (СИ) кулон введён решением XI Генеральной конференцией по мерам и весам в 1960 году одновременно с принятием СИ в целом.

## Кратные и дольные единицы
Образуются с помощью стандартных приставок СИ.
| Кратные                                                                                                | Кратные     | Кратные     | Кратные     | Дольные  | Дольные     | Дольные     | Дольные     |
| величина                                                                                               | название    | обозначение | обозначение | величина | название    | обозначение | обозначение |
| --- | ----------- | ----------- | ----------- | -------- | ----------- | ----------- | ----------- |
| 101 Кл                                                                                                 | декакулон   | даКл        | daC         | 10−1 Кл  | децикулон   | дКл         | dC          |
| 102 Кл                                                                                                 | гектокулон  | гКл         | hC          | 10−2 Кл  | сантикулон  | сКл         | cC          |
| 103 Кл                                                                                                 | килокулон   | кКл         | kC          | 10−3 Кл  | милликулон  | мКл         | mC          |
| 106 Кл                                                                                                 | мегакулон   | МКл         | MC          | 10−6 Кл  | микрокулон  | мкКл        | µC          |
| 109 Кл                                                                                                 | гигакулон   | ГКл         | GC          | 10−9 Кл  | нанокулон   | нКл         | nC          |
| 1012 Кл                                                                                                | теракулон   | ТКл         | TC          | 10−12 Кл | пикокулон   | пКл         | pC          |
| 1015 Кл                                                                                                | петакулон   | ПКл         | PC          | 10−15 Кл | фемтокулон  | фКл         | fC          |
| 1018 Кл                                                                                                | эксакулон   | ЭКл         | EC          | 10−18 Кл | аттокулон   | аКл         | aC          |
| 1021 Кл                                                                                                | зеттакулон  | ЗКл         | ZC          | 10−21 Кл | зептокулон  | зКл         | zC          |
| 1024 Кл                                                                                                | йоттакулон  | ИКл         | YC          | 10−24 Кл | иоктокулон  | иКл         | yC          |
| 1027 Кл                                                                                                | роннакулон  | РнКл        | RC          | 10−27 Кл | ронтокулон  | рнКл        | rC          |
| 1030 Кл                                                                                                | кветтакулон | КвКл        | QC          | 10−30 Кл | квектокулон | квКл        | qC          |
| рекомендовано к применению применять не рекомендуется не применяются или редко применяются на практике |             |             |             |          |             |             |             |